# Antonela Fortuna
Antonela Guadalupe Fortuna  (ur. 10 maja 1995 w Santa Fe) – argentyńska siatkarka, grająca na pozycji przyjmującej. 

## Sukcesy klubowe
Liga argentyńska:
- 2018
- 2016

Puchar Francji:
- 2022[1], 2023[2]

Liga francuska:
- 2022[3]

## Sukcesy reprezentacyjne
Mistrzostwa Ameryki Południowej Kadetek:
- 2010

Puchar Panamerykański Kadetek:
- 2011[4]

Puchar Panamerykański U-23:
- 2016
- 2012

Igrzyska Panamerykańskie:
- 2019

Puchar Panamerykański:
- 2023[5]

Mistrzostwa Ameryki Południowej:
- 2023[6]

## Nagrody indywidualne
- 2016: Najlepsza libero Pucharu Panamerykańskiego U-23